# Windmotor Hauwert
De Windmotor Hauwert is een poldermolen nabij de Noord-Hollandse plaats Hauwert, in de gemeente Medemblik. De molen is een Amerikaanse windmotor.
De windmotor is eigendom van de Stichting Molen Sluispolder en is niet meer maalvaardig. Hij staat achter boerderij Hauwert 127 en is tot op enkele meters te benaderen. De windmotor stond aan de rand van het Egboetswater, maar toen in 2009 dit natuur- en recreatiegebied met ca. 22 ha werd uitgebreid, kwam de motor in het Egboetswater te liggen. In de directe omgeving werden in 2009 tevens voorbereidingen getroffen voor woningbouw. Van 2010 tot 2013 is de windmotor gerestaureerd, hiervoor is hij tijdelijk van zijn plek geweest. Op vrijdag 24 mei 2013 werd de windmotor weer teruggeplaatst.